# Јевлах
Јевлах (азер. Yevlax) је град у Азербејџану. Према подацима из 2015. године у граду је живело 60.000 становника, а површина града је 95 km².

## Становништво
| 1939.  | 1959.  | 1970.  | 1979.  | 1989.  |
| ------ | ------ | ------ | ------ | ------ |
| 10.837 | 20.368 | 29.462 | 33.874 | 45.719 |

## Партнерски градови
- Александрија